# 3916 Maeva
A 3916 Maeva (ideiglenes jelöléssel 1981 QA3) egy kisbolygó a Naprendszerben. Henri Debehogne fedezte fel 1981. augusztus 24-én.